# Johan Fredrik Sätherberg
Johan Fredrik Sätherberg, född 24 december 1770 i Arboga stadsförsamling, Västmanlands län, död 19 februari 1827 i Botkyrka församling, Stockholms län, var en svensk bankokamrerare i Riksbanken och förvaltare vid Tumba pappersbruk. Han var far till lyrikern och läkaren Herman Sätherberg.
Johan Fredrik Sätherbergs far var handlanden och rådmannen i Arboga, Johan Sätherberg, född 1742, död 14 juni 1805 i Arboga.